# Daniel Ponce de León
Daniel Ponce de León (* 27. Juli 1980 in Cuauhtémoc, Chihuahua) ist ein mexikanischer Profiboxer, ehemaliger WBO-Weltmeister im Superbantamgewicht und ehemaliger WBC-Weltmeister im Federgewicht.

## Boxkarriere
Als Amateur gewann er 1997 die internationalen Junioren-Olympiaden in Mexiko-Stadt, die Bronzemedaille bei den Panamerikanischen Spielen 1999 in Winnipeg, sowie die amerikanische Olympiaqualifikation 2000 in Tampa. Bei den olympischen Sommerspielen desselben Jahres in Sydney, verlor er jedoch seinen bereits ersten Kampf gegen Wladimir Sidorenko nach Punkten.
Seit März 2001 boxt er im Profilager und steht bei Golden Boy Promotions unter Vertrag. Er gewann seine ersten 24 Kämpfe in Folge, davon 23 durch Knockout. Zu den besiegten Gegnern zählten auch die WM-Herausforderer Jesús Salvador Pérez (23-3), César Figueroa (26-3), Emmanuel Lucero (22-2) und Julio Gamboa (28-8).
In seinem 25. Profikampf am 17. Februar 2005, unterlag er nach Punkten gegen den fünffachen Weltmeister Celestino Caballero (20-2), gewann jedoch seinen nächsten Kampf durch K. o. gegen Ricardo Barajas (23-4). Am 29. Oktober 2005 boxte er schließlich in Tucson um die WBO-WM gegen Sod Kokietym (25-0) und gewann einstimmig nach Punkten. Erstmals verteidigte er seinen Titel im Mai 2006 durch K. o. in der zweiten Runde gegen Gerson Guerrero (30-6). Auch den Rückkampf gegen Sod Kokietym gewann er durch K. o. in der ersten Runde.
Im Oktober 2006 setzte er sich durch t.K.o. in der achten Runde gegen Al Seeger (27-1) durch gewann im März 2007 einstimmig nach Punkten gegen Gerry Peñalosa (51-5). Im August desselben Jahres siegte er durch t.K.o. in der ersten Runde gegen Rey Bautista (23-0) und im September in einem Nichttitelkampf durch K. o. in der fünften Runde gegen Reynaldo López (28-4). Im Dezember verteidigte er seinen Titel zum sechsten und letzten Mal gegen Eduardo Escobedo (21-2) durch einstimmige Punktwertung.
Am 7. Juni 2008 verlor er seinen WBO-Titel durch eine überraschende t.K.o.-Niederlage in der ersten Runde an den Puerto-Ricaner Juan Manuel López (21-0), nachdem Ponce de León zwei schwere Niederschläge hinnehmen musste und vom Ringrichter aus dem Kampf genommen wurde. Er wechselte anschließend ins Federgewicht und gewann seine nächsten sieben Kämpfe, darunter vorzeitig gegen Orlando Cruz (16-1), Antonio Escalante (24-2) und Sergio Manuel Medina (35-3).
Am 5. März 2011 unterlag er nicht unumstritten nach Punkten gegen Adrien Broner (19-0), sowie am 10. September 2011 durch technische Entscheidung gegen Yuriorkis Gamboa (20-0); durch eine Verletzung an Ponce de Leóns Stirn durch einen unabsichtlichen Kopfstoß durch Gamboa im Infight, wurde der Kampf in der achten Runde abgebrochen und die Punktezettel ausgewertet, auf denen der Kubaner in Führung lag.
Durch zwei folgende Siege gegen Omar Estrella (15-3) und Eduardo Lazcano (24-2) erhielt er eine WM-Chance der WBC gegen Jhonny González (52-7) und gewann den Titel vorzeitig in der achten Runde.
Am 4. Mai 2013 verlor er seinen WM-Titel durch eine t.K.o.-Niederlage in der neunten Runde an Abner Mares (25-0). Am 15. März 2014 verlor er zudem erneut gegen Juan Manuel López (33-3) durch t.K.o. in der zweiten Runde.